# Speckmühle (Auerbach in der Oberpfalz)
Die Speckmühle ist ein Gemeindeteil der Stadt Auerbach in der Oberpfalz im bayerischen Landkreis Amberg-Sulzbach. 

## Lage
Die Einöde liegt im Norden der Stadt am Speckbach und ist vom Stadtmittelpunkt etwa einen km entfernt. Sie ist heute baulich mit Auerbach verbunden.

## Geschichte
Um 1300 wurde nach einer Urkunde des Klosters Michelfeld eine Mühle am Speckbach gegründet  („molina in riva dicta Speck“). Sowohl das Anwesen als auch der Bach hießen damals nur „Speck“. Seit 1869 ist die Einöde im Besitz der Familie Stauber, die dort eine Sägemühle betreibt.
Die Speckmühle gehörte bis 1978 zur Gemeinde Degelsdorf und wurde im Zuge der Gemeindegebietsreform zum 1. Mai 1978 in die Stadt Auerbach eingegliedert.